# Brenthis paidicus
Brenthis paidicus är en fjärilsart som beskrevs av Hans Fruhstorfer 1907. Brenthis paidicus ingår i släktet Brenthis och familjen praktfjärilar. Inga underarter finns listade i Catalogue of Life.